# Přemysl der Pflüger

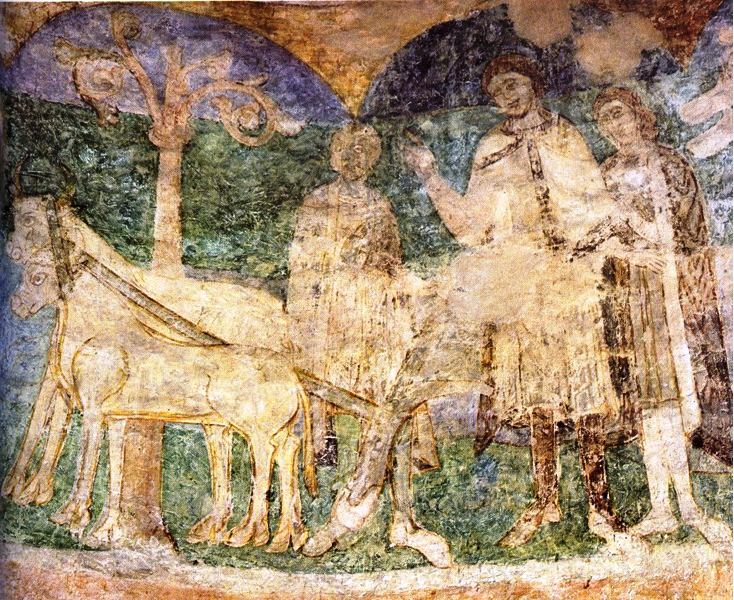
Přemysl der Pflüger. Fresko in der Znaimer Katharinenrotunde

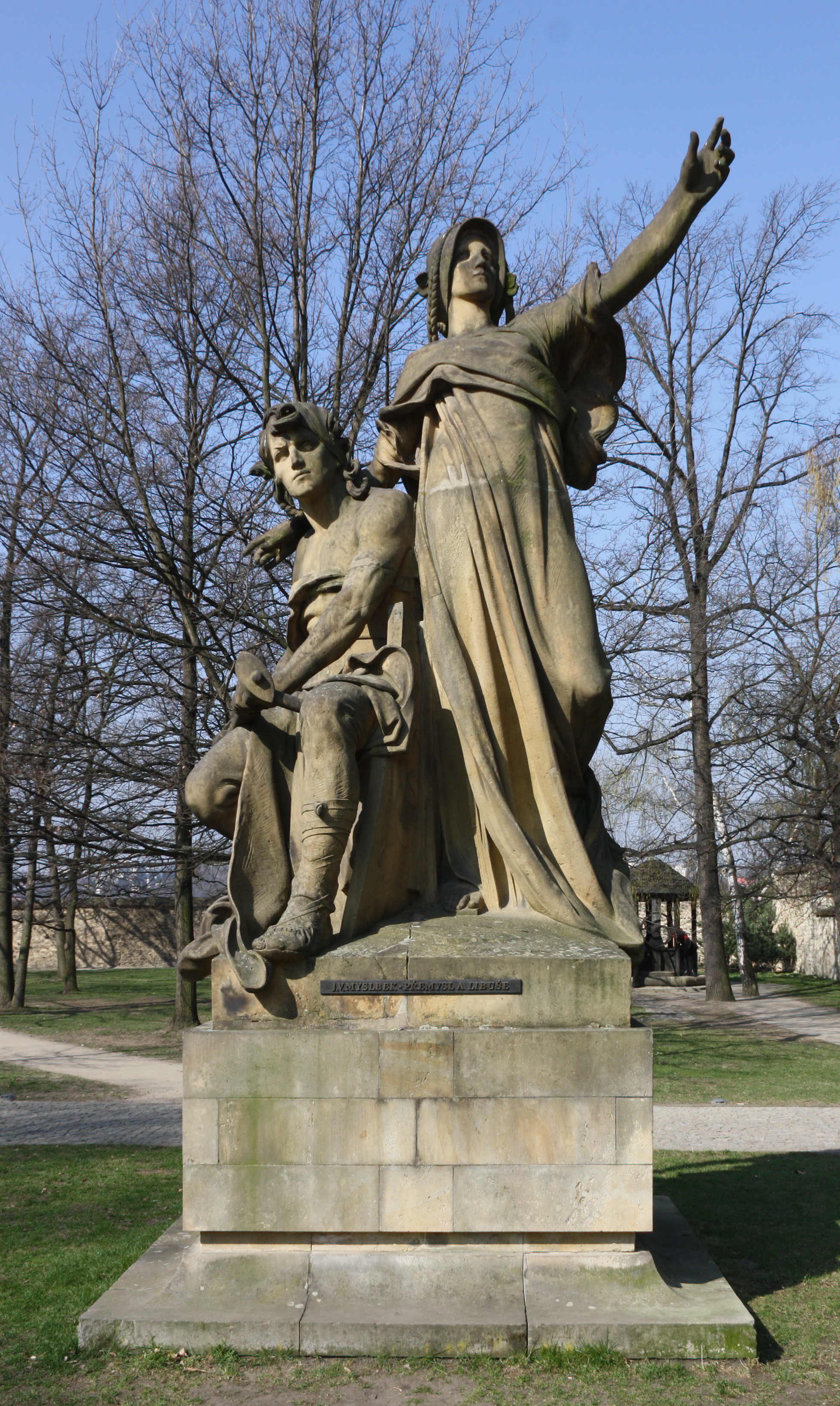
Přemysl und Libuše. Kopie einer Skulptur von Josef Václav Myslbek. Das Original entstand 1881–1890, die Kopie steht heute auf dem Vyšehrad.

 Přemysl der Pflüger  (tschechisch: Přemysl Oráč, auch Primislas, Primizl, Premizl, Przyemisl, Prziemysl, Przemysl, Primyal, Przimysl, Przymisl) ist der mythische Stammvater des böhmischen Herrschergeschlechts der Přemysliden. Der mythische Stoff ist in zwei mittelalterlichen Quellen belegt: Der Christianslegende vom Ende des 10. Jahrhunderts und der Chronica Boemorum des Cosmas vom Anfang des 12. Jahrhunderts. Bekannt ist die Erzählung von Přemysl auch in der Fassung der „Alten böhmischen Sagen“ von Alois Jirásek. Dieses 1894 entstandene Werk verarbeitete die Stoffe der Cosmas-Chronik und ihrer jahrhundertelangen Weiterentwicklung zu literarischen Sagen.

## Inhalt
In der ältesten schriftlichen Fassung der Christianslegende wird der Stamm der Böhmen von einer Seuche heimgesucht. Auf den Rat einer Wahrsagerin hin findet das Volk einen weisen Mann namens Přemysl, der mit nichts anderem als dem Pflügen der Felder beschäftigt ist. Die Hochzeit des Pflügers mit der Wahrsagerin und die Gründung der Stadt Prag erlösen das Land von der Seuche, und alle Fürsten Böhmens stammen fortan aus Přemysls Geschlecht.
Cosmas überliefert eine weit ausführlichere Fassung. Er nennt als erster die Namen der Wahrsagerin Libuše, die bei ihm zu einer Richterin und Nachfolgerin ihres Vaters Krok wird, und erzählt von einem Gerichtsstreit, in dessen Zuge Libušes Stellung von anderen Stammesmächtigen angezweifelt wird. Libuše prophezeit dem Volk zwar, es werde seine Freiheit einbüßen und bereuen, wenn ein Mann statt einer Frau an die Regierung kommt. Dennoch willigt sie ein, zu heiraten und die Herrschaft abzugeben. Ihr Pferd weist einer Abordnung den Weg und findet Přemysl schließlich dort, wo Libuše es vorausgesagt hat: am Fluss Bílina in Stadice (in der Nähe der heutigen Stadt Ústí nad Labem), wo er sein Feld mit zwei gescheckten Ochsen pflügt. Die Tiere verschwinden auf seinen Wink hin, Přemysl steckt seine Haselrute in die Erde und lädt die Abordnung zu einem Imbiss ein. Während sie essen, wachsen aus der Rute drei Triebe, zwei jedoch verdorren und nur einer wird größer und mächtiger. Dies sei ein Zeichen, dass es immer nur einen Herrscher aus seinem Geschlecht geben werde, erklärt Přemysl den Boten. Dann packt er seine Bastschuhe ein, die ihn und seine Nachfolger an ihre einfache Herkunft erinnern sollen, und begleitet die Männer zur Burg der Libuše, wo die Hochzeit stattfindet.
Die populäre Fassung des Sagenstoffes von Jirásek folgt im Großen und Ganzen der Fassung des Cosmas. Darüber hinaus macht Jirásek aus Přemysl einen „Lemuzen“ – die Lemuzen sollen der Tradition nach einer der 13 slawischen Stämme gewesen sein, die im Frühmittelalter neben den Tschechen Böhmen bewohnten. Auch das Motiv des Pfluges führt Jirásek weiter aus: Danach fordert Libuše, dass „ein Mann, der von einem eisernen Tisch speise“, zu ihr gebracht werde. Die Abordnung wird von Přemysl an der Schar des umgelegten Pfluges bewirtet.

## Rezeption
In Stadice erinnert auf dem Königsfeld (Královské pole) ein Denkmal an die Legende vom pflügenden Přemysl.
Künstlerische Bearbeitungen des Přemysl- bzw. Libuše-Stoffs in Literatur, Bildender Kunst und Musik siehe Libuše.
Der Asteroid (7695) Premysl wurde am 10. Juni 1998 nach ihm benannt.